# Tappenbeck
Tappenbeck är en kommun och ort i Landkreis Gifhorn i förbundslandet Niedersachsen i Tyskland.
Kommunen ingår i kommunalförbundet Samtgemeinde Boldecker Land tillsammans med ytterligare fem kommuner.